# Gabinete Saraiva II
O Gabinete Saraiva II foi o ministério formado pelo Partido Liberal em 6 de maio de 1885 e dissolvido em 20 de agosto do mesmo ano. Foi chefiado por José Antônio Saraiva, sendo o 29º gabinete do Império do Brasil após o estabelecimento do Decreto n.º 523 de 1847. Foi antecedido pelo Gabinete Dantas e sucedido pelo Gabinete Cotegipe.

## Contexto

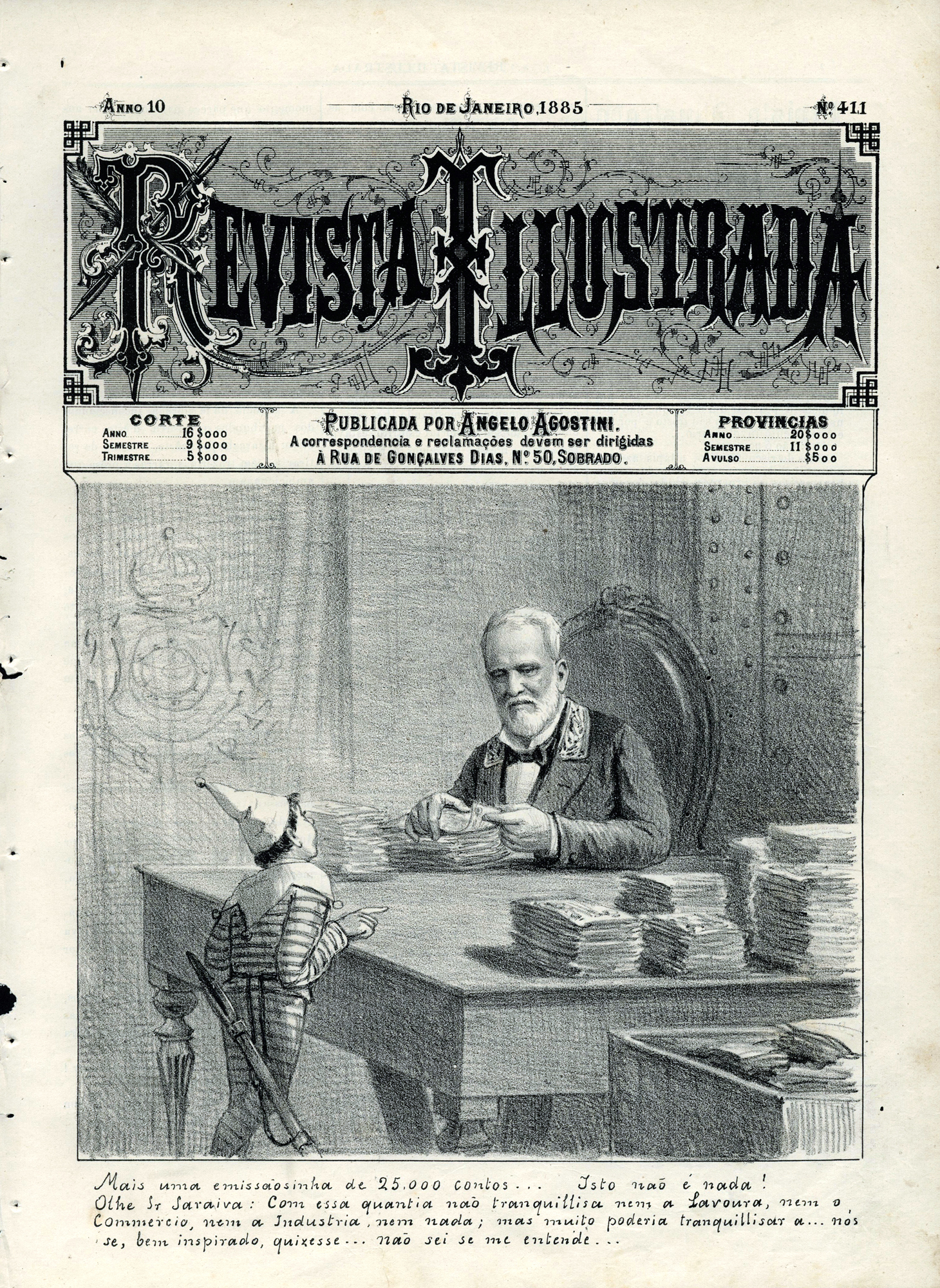
Charge a respeito da gestão Saraiva (Revista Illustrada, 1885).

Segundo Sérgio Buarque de Holanda (2004):
Com a organização de um novo Gabinete Saraiva (6 de maio de 1885), quando a reforma servil já se tomara ponto pacífico, opera-se a reunificação do Partido Liberal. Aceitando o encargo ao qual se recusara no ano anterior, Saraiva apresenta uma proposta que, reproduzindo a de Dantas nos seus objetivos gerais (liberdade dos sexagenários, localização do tráfico interprovincial, tributação nacional), buscava, entretanto, dissociar o Partido Liberal do abolicionismo.

## Composição
O gabinete foi composto da seguinte forma:
- Presidente do Conselho de Ministros: José Antônio Saraiva.
- Ministro dos Negócios do Império: João Florentino Meira de Vasconcelos.
- Ministro da Justiça: Afonso Augusto Moreira Pena.
- Ministro dos Estrangeiros: João Lustosa da Cunha Paranaguá, 2º Visconde de Paranaguá.
- Ministro da Fazenda: José Antônio Saraiva.
- Ministro da Marinha: Luís Filipe de Sousa Leão.
- Ministro da Guerra: Antônio Eleutério de Camargo.
- Ministro da Agricultura, Comércio e Obras Públicas: João Ferreira de Moura.

## Programa de governo
Segundo o Presidente do Conselho de Ministros (1885):
É sabido que os programas de partido podem ter certa amplitude; mas, a meu ver, os programas ministeriais devem ser limitados pelas questões oportunas e urgentes. É pois o programa do gabinete a solução da questão do elemento servil e o melhoramento do nosso estado financeiro, que é grave. Se houver tempo, o ministério atenderá também a outras reformas instantes, que pendem do parlamento.
O gabinete apresentou o seguinte programa de governo:
- Apressar ao máximo possível a abolição do elemento servil, respeitando a reorganização da indústria agrícola.

## Legislação aprovada
O gabinete aprovou a seguinte legislação:
- Lei nº 3.263 de 18 de julho de 1885: Organiza o governo para emitir até a quantia de 25.000:000$ em moeda corrente aplicável a auxiliar os bancos de depósito da Corte, sob a garantia de títulos da dívida pública fundada ou de bilhetes do Tesouro, e o capital e juros pagos pelos bancos destinados ao resgate do meio circulante.
- Decreto nº 9.429 de 30 de maio de 1885: Cria na Província do Rio Grande do Sul uma escola tática e de tiro.
- Decreto nº 9.448 de 27 de junho de 1885: Dá novo regulamento à Escola de Minas de Ouro Preto.
- Decreto nº 9.454 de 4 de julho de 1885: Promulga a convenção assinada em Paris a 14 de março de 1884, pela qual o Brasil e outros Estados se constituem em união, para proteção dos cabos submarinos.